# プリンスオブウェールズ島 (カナダ)

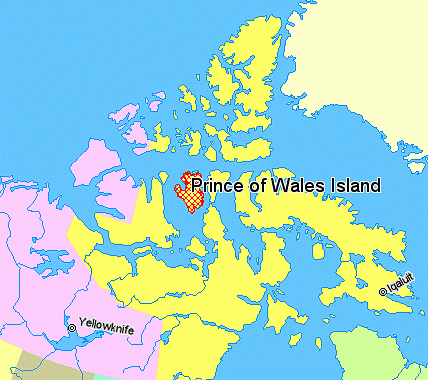
プリンスオブウェールズ島の位置

プリンスオブウェールズ島（プリンスオブウェールズとう、Prince of Wales Island）は、カナダ北部の北極諸島にある島（無人島）。ヌナブト準州に属する。西にビクトリア島と東のサマーセット島に挟まれた位置にある。面積は33,339km2あり世界で第40位、カナダでは第10位。
この島は、1851年にイギリスの探検家フランシス・レオポルド・マクリントックがジョン・フランクリンの遠征隊（フランクリン遠征）の捜索活動を行った際に発見した。名前は発見当時のプリンス・オブ・ウェールズ、アルバート王子（のちのエドワード7世）に由来する。